# جوزپه د لیگوئورو
جوزپه د لیگوئورو (ایتالیایی: Giuseppe de Liguoro؛ ‏ ۱۰ ژانویهٔ ۱۸۶۹ – ۱۹ مارس ۱۹۴۴) یک هنرپیشه و کارگردان فیلم اهل پادشاهی ایتالیا بود.
از فیلم‌ها یا برنامه‌های تلویزیونی که وی در آن نقش داشته‌است می‌توان به دوزخ و ادیسه اشاره کرد.